# هنری براکنبری
هنری براکنبری (انگلیسی: Henry Brackenbury; ۱ september ۱۸۳۷ – ۲۰ آوریل ۱۹۱۴ (۷۶ ساله)) فرد نظامی اهل پادشاهی متحد بریتانیای کبیر و ایرلند بود. وی همچنین برندهٔ جوایزی همچون نشان حمام و لژیون دونور (افسر) شده‌است.